# Frank Brühne
Frank Brühne (* 18. Mai 1941 in München; † 19. Oktober 2017) war ein deutscher Kameramann.

## Leben
Nach Ausbildung in einem Kopierwerk und in der Tricktechnik war er einige Jahre Kameraassistent von Wolf Wirth, so auch 1965 bei Die fromme Helene. Nach Kurzfilmen und Arbeiten für das Fernsehen gab er sein Spielfilmdebüt als Chefkameramann bei Hans W. Geissendörfers Sternsteinhof nach Ludwig Anzengruber.
Danach machte sich Brühne besonders in den 1970er und 1980er Jahren einen Namen als Schöpfer von nüchternen, manchmal trostlos wirkenden Aufnahmen zu Gegebenheiten des bundesdeutschen Alltags, darunter auch semidokumentarische Filme wie 1986 Stammheim. Mehrmals kooperierte Brühne mit Regisseur Reinhard Hauff. Für seine Kameraführung zu Messer im Kopf erhielt er 1979 das Filmband in Gold.
Brühne war ein Enkel der Schauspielerin Margarete Haagen.

## Filmografie
| - 1965: Die fromme Helene (Kameraassistenz) - 1968: Heimlichkeiten (Kameraassistenz) - 1970: Tische - 1971: Nocturno - 1972: Unter anderem Ehebruch - 1973: Ein für allemal - 1974: Zündschnüre - 1974: Das Blaue Palais - 1976: Sternsteinhof - 1976: Lobster (Serie, 6 Folgen) - 1977: Der Hauptdarsteller - 1978: Heinrich Heine - 1978: Schwüle Tage - 1978: Messer im Kopf - 1979: Kreutzer - 1979: Das Ende des Regenbogens - 1980: Gibbi Westgermany - 1980: Ein Mann fürs Leben - 1980: Endstation Freiheit - 1981: Der richtige Mann - 1981: Niemandsland - 1982: Comeback - 1982: Grenzenlos - 1982: Der Mann auf der Mauer - 1984: Wer war Edgar Allan? - 1984: Das leise Gift - 1984: 10 Tage in Calcutta - 1984: Eine Art von Zorn - 1985: Coconuts - 1985: Big Mäc | - 1986: Stammheim - 1986: Auf immer und ewig - 1987: Felix - 1988: Die Verlockung - 1988: Linie 1 - 1989: Schweinegeld – Ein Märchen der Gebrüder Nimm - 1989: African Timber - 1989: Schulz & Schulz (Fernsehreihe, 1 Folge) - 1990: Café Europa - 1991: Ilona und Kurti - 1991: Der Mann nebenan - 1992: Die Distel - 1995: Die Sturzflieger - 1995: Spreebogen - 1997: Crazy Moon - 1997: Das ewige Lied - 1999: Ich bin kein Mann für eine Frau - 2000–2002: Der letzte Zeuge (Serie, 8 Folgen) - 2001: Tatort – Verhängnisvolle Begierde - 2002: Tatort – Zartbitterschokolade - 2002–2005: Wolffs Revier (Serie, 7 Folgen) - 2003: Tatort – Rosenholz - 2003: Tatort – Die Liebe und ihr Preis - 2004: Die Rosenzüchterin - 2005: Die Spielerin (Fernsehfilm) - 2006: Die Frau vom vierten Foto unten rechts - 2006: Die Fahrgemeinschaft - 2006: Anna, Frau - 2006: Am Ende des Schweigens (Fernsehfilm) - 2009: Die Frau, die im Wald verschwand |